# Tomáš Konečný
Tomáš Konečný (11. října 1973 v Olomouci) je bývalý český profesionální cyklista a reprezentční trenér, v současné době sportovní ředitel dámského VIF Cycling Team. Jeho největšími úspěchy jsou vítězství v 16. etapě Vuelta a España 2001 a celkové vítězství na Volta ao Algarve a Tour de Beauce. Dále je mistrem republiky v silničním závodu z roku 1999. Ve své kariéře se účastnil také Olympijských her v Sydney.

## Kariéra
Svou kariéru započal roku 1985 ve Slavoji Loštice, roku 1996 se stal profesionálním cyklistou. Svoji závodní kariéru završil ve věku 34 let vítězstvím na cyklokrosové exhibici s názvem O pohár vesnice Střeň.
Roku 2014 se stal sportovním ředitelem TUFO–Pardus Prostějov a trenérem české reprezentace v silniční cyklistice. Tyto pozice po dlouhých 8 letech na konci srpna 2022 z osobních důvodů opustil. Od ledna 2024 je konzultantem reprezentačního trenéra Petra Kaltofena. V září 2024 se Konečný stal sportovním ředitelem nově vzniklého českého dámského celku VIF Cycling Team.
Tomáš je také jedním ze stálých expertů České televize na silniční cyklistiku.

## Úspěchy[9]

### 1996
- Vítěz 4. etapy Commonwealth Bank Classic
- Vítěz 6. etapy Sachsen Tour

### 1997
- 2. na GP Kranj
- 3. na Mistrovství České republiky v silničním závodu

### 1998
- Celkový vítěz Volta ao Algarve
  -  vítěz bodovací soutěže
  - vítěz 3. a 6. etapy
- Vítěz 6. etapy Tour de Beauce
- 3. na Philadelphia International Cycling Classic

### 1999
- Mistr České republiky v silničním závodu mužů
- Vítěz 2. etapy Vuelta a La Rioja
- 2. celkově na Herald Sun Tour
  - vítěz 7. a 11. etapy

### 2000
- Vítěz Poreč Trophy 5
- Celkový vítěz Tour de Beauce
  - vítěz prologu
- 76. v silničním závodu mužů na Olympijských hrách

### 2001
- Vítěz 16. etapy na Vuelta a España
- 9. v silničním závodu na Mistrovství světa v silniční cyklistice

### 2002
- 2. na Mistrovství České republiky v silničním závodu
- 6. na Milán – San Remo

### 2003
- 2. celkově na Istrian Spring Trophy
  - vítěz 3. etapy
- 2. celkově na Niedersachsen-Rundfahrt
  - vítěz 4. etapy
- 3. celkově na Závodu míru
  - vítěz 8. etapy
- 3. celkově na Tour de Beauce
  - vítěz 4. etapy

### 2004
- Vítěz vrchařské soutěže na Okolo Rakouska

### Umístění v celkové klasifikaci na Grand Tours
| Grand Tour      | 2001 | 2002 |
| --------------- | ---- | ---- |
| Tour de France  | —    | 65   |
| Vuelta a España | 16   | —    |

| —   | Neúčastnil se |
| DNF | Nedokončil    |